# Лафејет (Кентаки)
Лафејет (енгл. LaFayette) град је у америчкој савезној држави Кентаки.

## Демографија
По попису из 2010. године број становника је 165, што је 28 (-14,5%) становника мање него 2000. године.
| Група             | 2000.       | 2010.       |
| Белци             | 172 (89,1%) | 149 (90,3%) |
| Афроамериканци    | 11 (5,7%)   | 8 (4,8%)    |
| Азијати           | 3 (1,6%)    | 0 (0,0%)    |
| Хиспаноамериканци | 3 (1,6%)    | 5 (3,0%)    |
| Укупно            | 193         | 165         |